# Matriculación

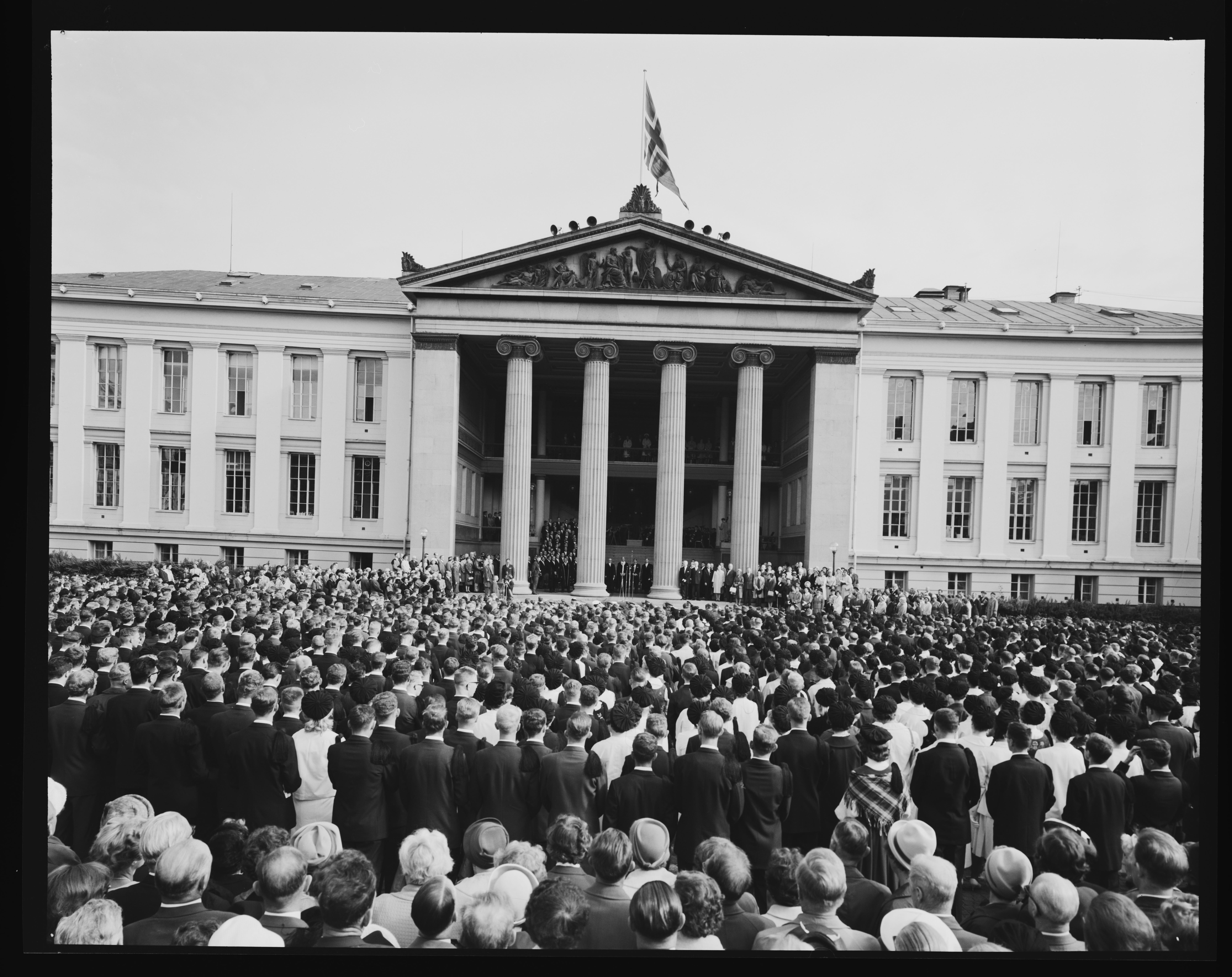
Matrícula 1962, Universitetsplassen en Oslo.

Matriculación (del latín mater) o inscripción,es un registro de determinados datos personales en un archivo con objeto de formar parte de alguna institución educativa o para validar la posesión y el uso de un vehículo frente a las autoridades.

## Matriculación en una institución educativa
En las escuelas, institutos, universidades y otros centros, la matriculación, también llamada proceso de matrícula, suele consistir en la mayor parte de los casos en la complementación de los formularios correspondientes y la aportación de la documentación adecuada.
Las hojas de formulario se suelen encontrar en las secretarías de los centros de enseñanza. Allí se recogen y se entregan durante el periodo de matrícula. Este tiene lugar un tiempo antes del comienzo de las clases para que la administración del centro tenga tiempo de procesar los datos y organizar la información sobre los nuevos y viejos alumnos.
En los formularios de matriculación se encuentran campos que pueden abarcar desde las informaciones más básicas sobre una persona: el Nombre, los Apellidos o la Fecha de Nacimiento hasta detalles que solamente algunos han de rellenar como el Número de becas recibidas o las preferencias en la elección de asignaturas (no disponible en Primaria). Es común tener que adjuntar fotografías recientes.
En España la mayor parte de los datos personales vienen avalados por el DNI en el caso de los mayores de 14 años o por el Libro de Familia. Los extranjeros disponen para ello de la Tarjeta de Residencia o de sus respectivos carnés de identidad en el caso de los ciudadanos europeos. Los documentos académicos suelen estar ya en posesión del mismo centro o de algún otro. En este último caso, se efectuará un traslado de matrícula.

### Tasas de matrícula
Dependiendo del tipo de educación para el que se esté uno matriculando, habrá que pagar tasas o no. En el ente público español, la educación básica es gratuita hasta la universidad, donde se suele pagar por créditos matriculados, siendo éstos una valoración de la carga teórica y práctica de la asignatura. Sin embargo, la educación pública también puede costar dinero, si bien en sumas limitadas, cuando se considera algo extraordinario, como las Escuelas Oficiales de Idiomas en España.
Naturalmente, la situación cambia al hablar de la educación privada. Aquí el pago es inevitable y parte del sistema: se paga para conseguir supuestamente una mayor calidad.

## Matriculación de un vehículo
Esta matriculación se refiere a la asignación de una matrícula a un vehículo que lo identifique como autorizado para circular por las vías públicas.

### Impuestos de matriculación
El hecho de poseer un vehículo que se utilice sobre las vías públicas supone el tener que pagar por el uso de las mismas. Aparte de otros muchas tasas e impuestos también se contribuye en el momento de la matriculación, al pagar una determinada cantidad